# Ángel Schlesser
Ángel Fernández Ovejero, conocido como Ángel Schlesser (Santander, Cantabria, el 7 de agosto de 1957), es un diseñador de moda español.

## Biografía
Su carrera profesional comenzó de la mano de Juan Rufete en 1983. Lleva desde 1990 realizando desfiles en la madrileña Pasarela Cibeles.
También ha participado activamente en el vestuario de varios proyectos cinematográficos. Primero con David Menkes y Alfonso Albacete y posteriormente con Alejandro Amenábar en el vestuario de la oscarizada Mar adentro. Ha participado en la Expo 2005 de Aichi y en otras exposiciones de moda importantes, como en Tras el espejo en el Museo Reina Sofía de Madrid. En 2020 suma a su firma a Juan Carlos Mesa como director creativo.
Además, Schlesser se ha embarcado en otros proyectos de diseño y moda fuera del mundo textil. En 1999 lanzó su primera fragancia y línea de baño femenina, Ángel Schlesser Femme, y en 2003 se introdujo en el mundo de la joyería, donde ha colaborado con la firma Le Cadó.

## Premios recibidos
- "T" de la revista Telva.
- Premio Hanoi.
- Mejor Diseñador en 2002 y en 2005 por la revista Arte de Vivir.
- Mejor Diseñador Nacional por revista Elle.
- Premio Nacional de Diseño de Moda (2022)[2]